# Ochridacyclops nipponensis
Ochridacyclops nipponensis is een eenoogkreeftjessoort uit de familie van de Cyclopidae. De wetenschappelijke naam van de soort is voor het eerst geldig gepubliceerd in 1996 door Karaytug, Boxshall & Ishida.